# Cherut (moszaw)
Cherut (hebr. חרות) – moszaw położony w samorządzie regionu Lew ha-Szaron, w Dystrykcie Centralnym, w Izraelu.
Leży na równinie Szaron, w otoczeniu miasta Tira, miasteczka Tel Mond, moszawów Miszmeret, Bacra, Bene Cijjon i Kefar Hess, kibucu Tel Jicchak, oraz wioski Charucim.

## Historia
Moszaw został założony w 1930 przez członków prawicowej żydowskiej organizacji Herut, z której później powstała partia polityczna Herut. Początkowo nazwano go Cherut Jehuda (pol. Wolność Judei), co było nawiązaniem do powstanie Bar-Kochby w rzymskiej prowincji Judea. W następnych latach zmieniono nazwę na Cherut Amerika Alef i ostatecznie na obecną.

## Kultura i sport
W moszawie jest ośrodek kultury i basen pływacki.

## Gospodarka
Gospodarka moszawu opiera się na intensywnym rolnictwie, sadownictwie, uprawach kwiatów w szklarniach i hodowli drobiu.

## Komunikacja
Lokalną drogą prowadzącą na północ można dojechać do miasteczka Tel Mond, a następnie na zachód do drogi ekspresowej nr 4  (Erez–Kefar Rosz ha-Nikra). Lokalna droga prowadząca na południe prowadzi do drogi nr 5531, którą jadąc na południe dojeżdża się do moszawu Miszmeret lub na północny wschód do kibucu Kefar Hess.